# Macready
Macready je priimek več oseb:
- Elisabeth Macready, francoska tenisačica
- John Macready, britanski general
- Gordon Nevil Macready, britanski general